# Xaintray
Xaintray är en kommun i departementet Deux-Sèvres i regionen Nouvelle-Aquitaine i västra Frankrike. Kommunen ligger i kantonen Champdeniers-Saint-Denis som tillhör arrondissementet Niort. År 2022 hade Xaintray 238 invånare.

## Befolkningsutveckling
Antalet invånare i kommunen Xaintray
| Referens: INSEE |